# Tommy Edison
Tommy Edison és un youtuber americà, presentador de ràdio i crític de pel·lícules. Va néixer el 17 de juliol de l'any 1963. És conegut per la seva ceguesa i el seu humor basat en l'autodespreci que mostra en internet. Des de l'any 1994 fins al 2013, ell va treballar de reporter de tràfic per a l'estació de ràdio Star 99.9, a Bridgeport, Connecticut.
A pesar que mai havia conduït un cotxe ni havia vist un embús, com a reporter de tràfic ell usava el que havia sentit pels escàners de ràdio i per les trucades d'oients de la carretera.
Motivat per valorar els films per la seva frustració amb el llenguatge visual, ell comença un canal de Youtube que es deia "Blind Film Critic" amb el seu amic Ben Churchill l'any 2011. Les seves anàlisis se centren en l'escriptura, la banda sonora i els efectes sonors. La primera pel·lícula que va comentar va ser Scream 4. Entre les seves preferides s' inclouen Hugo, Goodfellas, Clerks i American Hustle. L'any 2013, l'àudio descrit va permetre que ell vegi la seva primera pel·lícula muda. Ell va ser promocionat per Roger Ebert l'any 2011 i va ser presentat a The Howard Stern Show i CNN. Ell també va fer vídeos contestant a les preguntes de l'audiència sobre la ceguesa en un altre canal anomenat The Tommy Edison Experiencia on va cobrir tòpics sobre somnis, colors, Braille i tecnologia assistida.

## Primers anys de vida i carrera
Edison ha sigut cec d'ençà que era un nen, ja que va néixer amb un subdesenvolupat nervi d'ull. Va néixer i créixer a Greenwich, Connecticut. Va atendre l'escola de Canterbury i la universitat de Bridgeport, on va estudiar música. Ell ha acreditat als seus pares per haver-lo tractat igual que a les seves germanes que sí que tenien la capacitat de veure. La seva mare es va esforçar molt perquè Tommy estès en una classe normal en lloc d'estar en una classe d'atenció especial que l'escola sempre recomanava, ja que deia que "Tommy tenia una funció cognitiva normal i que era tan normal com els altres estudiants, únicament resultava ser cec."
Després de desenvolupar interès en ràdios locals i de Nova York, va ser contractat com un discjòquei per a l'estació de WJAZ de Stamford, Connecticut l'any 1987, convertint-se en reporter de tràfic dos anys més tard.
L'any 2016, ell I el seu productor Ben Churchill i van començar la nova fase de la seva carrera com una figura pública.